# Исмамут-ата
Исмамут-ата — мавзолей в Хорезмском оазисе Туркменистана, находящийся в 13 км к югу от Гёроглы. Представляет собой комплекс религиозных сооружений, стоит посреди кладбища и когда-то считался одной из самых выдающихся святынь в Туркестане.

## История
Достоверных сведений о личности «святого» Исмамут-ата не существует. Согласно народным преданиям, он был арабом по имени Исым, сыном Мусаиба-гази, сподвижника пророка Мухаммеда. По преданию, Исым добровольно откликнулся на призыв Пророка и отправился с 40 воинами в Хорезм, чтобы обратить его жителей в ислам. В городе Эшрет-Кала, где в то время правил султан Махмут, последний вместе с приближенными добровольно принял новую веру. Исым остался жить в этом городе, затем вместе с Махмутом решили объединить свои имена, чтобы сохранить свою память. Так из сочетания имен Исым и Махмут образовалась форма Исым-махмут-Исмахмут-Исмамут. После смерти Исмы (Исмамута) султан Махмут устроил ему пышные похороны, завернув тело по старинному хорезмскому обычаю в бычью шкуру. 
Ряд представителей духовенства считает, что настоящее имя Исмамута было Саид ал-Мусаййаб, связывая его с исторической личностью, сыном ал-Мусаййаба, умершим в 712 году и также являвшимся сподвижником пророка Мухаммеда.
В Хорезме Исмамут-ата почитается как создатель и покровитель местной ирригационной системы. Ему приписывают создание канала Хан-яп Угра-яп. Популярность этого святилища подтверждается тем, что в начале и середине XIX века хивинские ханы специально приезжали сюда для поклонения, что зафиксировано в летописях.

## Описание
Главный комплекс возвышается над внутренним двором. Самое старое здание в комплексе можно датировать примерно XVI веком.
Сначала идет ряд двухэтажных купольных комнат с камином и искусно резной деревянной дверью, в том, что, как предполагается, было кварталом паломников или медресе. С одной стороны двора стоит Летняя мечеть. Справа от неё находятся остатки кухни, а слева — крытое прямоугольное ограждение с двумя коническими колоннами. За Летней мечетью находится Зимняя мечеть, купольное здание в форме тетраконха с решетчатыми окнами.
На востоке комплекса мечети находится ковровый коридор с семью белыми куполами вдоль стены. Один его конец соединяется с Зимней мечетью четырёхкупольным боковым коридором, тогда как другой конец ведет в мавзолей через прихожую. Кенотаф находится в запертой камере; его можно увидеть только из окон молитвенной комнаты.

## Туризм
Считается одним из привлекательных для туризма мест. Некоторые комнаты комплекса могут использоваться как ночлег.